# Gère-Bélesten
Gère-Bélesten – miejscowość i gmina we Francji, w regionie Nowa Akwitania, w departamencie Pireneje Atlantyckie.
Według danych na rok 1990 gminę zamieszkiwało 151 osób, a gęstość zaludnienia wynosiła 12 osób/km² (wśród 2290 gmin Akwitanii Gère-Bélesten plasuje się na 1025. miejscu pod względem liczby ludności, natomiast pod względem powierzchni na miejscu 901.).